# Norfolk (New York)
Pour les articles homonymes, voir Norfolk.
Norfolk est une ville (town) du comté de St. Lawrence dans l'État de New York (États-Unis). Sa population au recensement de 2000 était de 4 565 habitants.

## Personnalités liées à la commune
- William Pierce Rogers (1913 - 2001) : Procureur général des États-Unis et Secrétaire d'État.

| Waddington (New York)                 | Louisville (New York), Massena (New York), Raymondville (New York) | Massena (New York) |
| Lisbon (New York)                     | Norfolk                                                            | Massena (New York) |
| Norwood (New York), Canton (New York) | Potsdam (New York), Norwood (New York)                             | Potsdam (New York) |